# Championnat du monde des voitures de sport 1984
Navigation
Édition précédente Édition suivante
Le Championnat du monde des voitures de sport 1984 est la 32e saison du Championnat du monde des voitures de sport (WSC) FIA ou Championnat du monde d'endurance. Il est réservé pour les voitures du Groupe C et Groupe B classées en trois catégories : C1, C2 et B. Il s'est couru du 23 avril 1984 au 2 décembre 1984, comprenant onze courses.

## Calendrier
| Manche | Course                                             | Circuit                      | Participants | Date          |
| ------ | -------------------------------------------------- | ---------------------------- | ------------ | ------------- |
| 1      | 1 000 km de Monza - Trofeo Filippo Caracciolo      | Autodromo Nazionale di Monza | 35           | 23 avril      |
| 2      | 1 000 km de Silverstone - Grand Prix International | Circuit de Silverstone       | 44           | 13 mai        |
| 3      | 24 Heures du Mans                                  | Le Mans                      | 53           | 16 au 17 juin |
| 4      | 1 000 km du Nürburgring - ADAC                     | Nürburgring                  | 42           | 15 juillet    |
| 5      | 1 000 km de Brands Hatch - British Aerospace†      | Circuit de Brands Hatch      | 23           | 29 juillet    |
| 6      | 1 000 km de Mosport - Budweiser GT                 | Circuit Mosport Park         | 16           | 5 août        |
| 7      | 1 000 km de Spa - Rothmans                         | Circuit de Spa-Francorchamps | 26           | 2 septembre   |
| 8      | 1 000 km d'Imola†                                  | Autodromo Dino Ferrari       | 28           | 16 septembre  |
| 9      | 1 000 km de Fuji                                   | Fuji Speedway                | 35           | 30 septembre  |
| 10     | 1 000 km de Kyalami                                | Circuit de Kyalami           | 30           | 3 novembre    |
| 11     | 1 000 km de Sandown Park†                          | Sandown Park                 | 30           | 2 décembre    |

† - Course où il n'y a pas de points attribués aux constructeurs.

## Résultats de la saison

### Attribution des points
Les points sont distribués aux dix premiers de chaque course dans l'ordre de 20-15-12-10-8-6-4-3-2-1 points, toutefois :
- Les pilotes qui ne conduisent pas la voiture dans un certain pourcentage de tours dans une course n'ont pas droit aux points.
- Les constructeurs ne reçoivent les points que de leur voiture la mieux classée, les autres voitures du même constructeur ne marquant aucun point, cependant les points sont attribués aux pilotes de ces voitures.
- Le pilote et les équipes marquent des points s'ils accomplissent 90 % de la distance du vainqueur et s'ils franchissent la ligne d'arrivée.

### Courses
| Manche | Circuit           | Équipe vainqueur C1                 | Équipe vainqueur C2                       | Équipe vainqueur B                                    | Résultats |
| Manche | Circuit           | Pilote vainqueur C1                 | Pilote vainqueur C2                       | Pilote vainqueur B                                    | Résultats |
| ------ | ----------------- | ----------------------------------- | ----------------------------------------- | ----------------------------------------------------- | --------- |
| 1      | Monza             | Rothmans Porsche                    | B.F. Goodrich                             | Jens Winther                                          | Résultats |
| 1      | Monza             | Derek Bell Stefan Bellof            | Jim Busby Rick Knoop                      | Jens Winther Lars Viggo-Jensen                        | Résultats |
| 2      | Silverstone       | Rothmans Porsche                    | Jolly Club                                | Racing Team Jürgensen                                 | Résultats |
| 2      | Silverstone       | Jacky Ickx Jochen Mass              | Almo Coppelli Domenico Pavia Marco Vanoli | Edgar Dören Heinz-Christian Jürgensen Walter Mertes   | Résultats |
| 3      | Le Mans           | Joest Racing                        | B.F. Goodrich                             | Helmut Gall                                           | Résultats |
| 3      | Le Mans           | Klaus Ludwig Henri Pescarolo        | John O'Steen John Morton Yoshimi Katayama | Pierre de Thoisy Jean-François Yvon Philippe Dagoreau | Résultats |
| 4      | Nürburgring       | Rothmans Porsche                    | Spice-Tiga Racing                         | Helmut Gall                                           | Résultats |
| 4      | Nürburgring       | Derek Bell Stefan Bellof            | Gordon Spice Ray Bellm Neil Crang         | Helmut Gall Kurt König Altfrid Heger                  | Résultats |
| 5      | Brands Hatch      | GTi Engineering                     | Spice-Tiga Racing                         | Jens Winther                                          | Résultats |
| 5      | Brands Hatch      | Jonathan Palmer Jan Lammers         | Ray Bellm Neil Crang                      | Jens Winther Lars Viggo-Jensen David Mercer           | Résultats |
| 6      | Mosport           | Rothmans Porsche                    | Jolly Club                                | Aucun                                                 | Résultats |
| 6      | Mosport           | Jacky Ickx Jochen Mass              | Almo Coppelli Guido Dacco                 |                                                       | Résultats |
| 7      | Spa-Francorchamps | Rothmans Porsche                    | Spice-Tiga Racing                         | Jens Winther                                          | Résultats |
| 7      | Spa-Francorchamps | Derek Bell Stefan Bellof            | Gordon Spice Ray Bellm Neil Crang         | Jens Winther Lars Viggo-Jensen David Mercer           | Résultats |
| 8      | Imola             | Brun Motorsport                     | Spice-Tiga Racing                         | Rolf Göring                                           | Résultats |
| 8      | Imola             | Hans Joachim Stuck Stefan Bellof    | Gordon Spice Ray Bellm Neil Crang         | Rolf Göring Hans-Jürgen Dürig Claude Haldi            | Résultats |
| 9      | Fuji              | Rothmans Porsche                    | Auto Beaurex Motorsport                   | Aucun                                                 | Résultats |
| 9      | Fuji              | John Watson Stefan Bellof           | Naoki Nagasaka Keiichi Suzuki             |                                                       | Résultats |
| 10     | Kyalami           | Martini Racing                      | Aucun                                     | Aucun                                                 | Résultats |
| 10     | Kyalami           | Riccardo Patrese Alessandro Nannini |                                           |                                                       | Résultats |
| 11     | Sandown           | Rothmans Porsche                    | Spice-Tiga Racing                         | Helmut Gall                                           | Résultats |
| 11     | Sandown           | Derek Bell Stefan Bellof            | Gordon Spice Neil Crang                   | Helmut Gall Altfrid Heger                             | Résultats |

### Championnat du monde des constructeurs
Il y a trois classements, un premier pour toutes les catégories, un pour la catégorie C2 et un dernier pour la catégorie B.
Le constructeur de châssis et le constructeur de moteur ont été considérés en tant que constructeur simple, ainsi un châssis avec des moteurs différents fait partie du classement.
Aucun point n'a été attribué pour les manches 5, 8, et 11. Seuls les six meilleurs résultats sont pris en compte dans le classement. Les autres points ne sont pas comptabilisés et sont indiqués en italique.

#### Classement toutes catégories C1-C2-B
| Pos | Châssis       | Moteur    | 1  | 2  | 3  | 4  | 6  | 7  | 9  | 10 | Total |
| --- | ------------- | --------- | -- | -- | -- | -- | -- | -- | -- | -- | ----- |
| 1   | Porsche       | Porsche   | 20 | 20 | 20 | 20 | 20 | 20 | 20 | 12 | 120   |
| 2   | Lancia        | Ferrari   | 12 | 10 | 3  | 12 |    |    |    | 20 | 57    |
| 3   | Alba          | Giannini  |    |    |    |    | 12 |    |    |    | 12    |
| 4   | Alba          | Cosworth  |    |    |    |    | 8  |    |    |    | 8     |
| 5   | Lotec         | BMW       |    |    |    |    |    |    | 6  |    | 6     |
| 6   | Tiga          | Cosworth  |    |    |    |    | 4  | 2  |    |    | 6     |
| 7   | Rondeau       | Cosworth  | 4  |    |    |    |    | 1  |    |    | 5     |
| 8   | Dome          | Toyota    |    |    |    |    |    |    | 4  |    | 4     |
| 9   | Lola          | Mazda     | 3  |    | 1  |    |    |    |    |    | 4     |
| 10  | March         | Mazda     |    |    |    |    |    |    | 3  |    | 3     |
| 11  | BMW           | BMW       | 2  |    |    |    |    |    |    |    | 2     |
| 12= | Lola          | Chevrolet |    |    |    |    |    |    | 1  |    | 1     |
| 12= | Ecurie Ecosse | Cosworth  | 1  |    |    |    |    |    |    |    | 1     |

#### Classement catégorie C2
| Pos | Châssis       | Moteur   | 1  | 2  | 3  | 4  | 6  | 7  | 9  | 10 | Total |
| --- | ------------- | -------- | -- | -- | -- | -- | -- | -- | -- | -- | ----- |
| 1   | Alba          | Giannini | 12 | 20 | 8  | 10 | 20 | 10 | 8  |    | 80    |
| 2   | Lola          | Mazda    | 20 |    | 20 | 15 |    |    | 12 |    | 67    |
| 3   | Tiga          | Cosworth |    |    |    | 20 | 10 | 20 |    |    | 50    |
| 4=  | Rondeau       | Cosworth |    |    | 15 |    | 15 |    |    |    | 30    |
| 4=  | Alba          | Cosworth |    | 15 |    |    | 15 |    |    |    | 30    |
| 6   | Gebhardt      | BMW      | 10 |    |    |    |    | 12 |    |    | 22    |
| 7   | Lotec         | BMW      |    |    |    |    |    |    | 20 |    | 20    |
| 8=  | March         | Mazda    |    |    |    |    |    |    | 15 |    | 15    |
| 8=  | Ecurie Ecosse | Cosworth | 15 |    |    |    |    |    |    |    | 15    |
| 10  | Mazda         | Mazda    |    |    | 10 |    |    |    | 4  |    | 14    |
| 11= | Gebhardt      | Ford     |    |    |    | 12 |    |    |    |    | 12    |
| 11= | ADA           | Cosworth |    | 12 |    |    |    |    |    |    | 12    |
| 13  | Ceekar        | Ford     |    |    |    | 8  |    |    |    |    | 9     |
| 14  | March         | BMW      |    |    |    |    |    |    | 6  |    | 6     |

#### Classement catégorie B
| Pos | Châssis | Moteur  | 1  | 2  | 3  | 4  | 6 | 7  | 9 | 10 | Total |
| --- | ------- | ------- | -- | -- | -- | -- | - | -- | - | -- | ----- |
| 1   | BMW     | BMW     | 20 | 20 | 20 | 20 |   | 20 |   |    | 100   |
| 2   | Porsche | Porsche | 15 |    | 15 |    |   | 12 |   |    | 42    |

### Championnat du monde des pilotes
Il n' y a qu'un seul classement, toutes catégories confondues.
| Pos | Pilote             | Constructeur | Écurie                        | 1  | 2  | 3  | 4  | 5  | 6  | 7  | 8  | 9  | 10 | 11 | Total | Total retenu |
| --- | ------------------ | ------------ | ----------------------------- | -- | -- | -- | -- | -- | -- | -- | -- | -- | -- | -- | ----- | ------------ |
| 1   | Stefan Bellof      | Porsche      | Rothmans Porsche              | 20 | 1  |    | 20 | 8  | 10 | 20 | 20 | 20 |    | 20 | 139   | 138          |
| 2   | Jochen Mass        | Porsche      | Rothmans Porsche              | 15 | 20 |    | 4  | 15 | 20 | 15 | 12 | 15 |    | 15 | 131   | 127          |
| 3   | Jacky Ickx         | Porsche      | Rothmans Porsche              | 15 | 20 |    | 4  |    | 20 | 15 |    | 15 |    | 15 | 104   | 104          |
| 4=  | Henri Pescarolo    | Porsche      | Joest Racing                  |    | 15 | 20 | 3  | 15 |    |    | 12 | 10 | 12 | 4  | 91    | 91           |
| 4=  | Derek Bell         | Porsche      | Rothmans Porsche              | 20 | 1  |    | 20 |    | 10 | 20 |    |    |    | 20 | 91    | 91           |
| 6=  | Jonathan Palmer    | Porsche      | GTi Engineering               | 8  | 8  |    | 10 | 20 |    |    | 15 | 2  |    | 12 | 75    | 75           |
| 6=  | Jan Lammers        | Porsche      | GTi Enginnering               | 8  | 8  |    | 10 | 20 |    |    | 15 | 2  |    | 12 | 75    | 75           |
| 8=  | Hans-Joachim Stuck | Porsche      | Brun Motorsport Kremer Racing | 10 |    |    |    |    |    | 12 | 20 | 12 |    |    | 54    | 54           |
| 8=  | David Hobbs        | Porsche      | John Fitzpatrick Racing       |    | 3  | 12 | 15 | 6  | 15 |    | 3  |    |    |    | 54    | 54           |
| 10  | Paolo Barilla      | Lancia       | Martini Racing                | 12 | 10 |    | 12 |    |    |    |    |    | 15 |    | 49    | 49           |
| 11  | Walter Brun        | Porsche      | Brun Motorsport               | 10 |    | 10 | 2  | 3  |    | 12 | 10 |    |    |    | 47    | 47           |